# Апостольский нунций в Ливане
Апостольский нунций в Ливанской Республике — дипломатический представитель Святого Престола в Ливане. Данный дипломатический пост занимает церковно-дипломатический представитель Ватикана в ранге посла. По традиции, в Ливане апостольский нунций является дуайеном дипломатического корпуса, хотя Ливан не католическая страна, но с высоким процентом христиан-маронитов. Апостольская нунциатура в Ливане была учреждена на постоянной основе 21 марта 1947 года. Её штаб-квартира находится в Бейруте.
В настоящее время Апостольским нунцием в Ливане является архиепископ Паоло Борджа, назначенный Папой Франциском 24 сентября 2022.

## История
Апостольская нунциатура в Ливане была учреждена 21 марта 1947 года бреве «Ad christifidelium salutem» Папы Пия XII.

## Апостольские нунции в Ливане
- Альчиде Джузеппе Марина, C.M. — (22 марта 1947 — 18 сентября 1950, до смерти);
- Джузеппе Бельтрами — (4 октября 1950 — 31 января 1959 — назначен апостольским нунцием в Нидерландах);
- Паоло Бертоли — (15 апреля 1959 — 16 апреля 1960 — назначен апостольским нунцием во Франции);
- Эгано Риги-Ламбертини — (9 июля 1960 — 9 декабря 1963 — назначен апостольским нунцием в Чили);
- Гаэтано Алибранди — (9 декабря 1963 — 19 апреля 1969 — назначен апостольским нунцием в Ирландии);
- Альфредо Бруньера — (23 апреля 1969 — 6 ноября 1978 — назначен вице-председателем Папского Совета Cor Unum;
- Карло Фурно — (25 ноября 1978 — 21 августа 1982 — назначен апостольским нунцием в Бразилии);
- Лучано Анджелони — (21 августа 1982 — 31 июля 1989 — назначен апостольским нунцием в Португалии);
- Пабло Пуэнте Бусес — (31 июля 1989 — 31 июля 1997 — назначен апостольским нунцием в Великобритании);
- Антонио Мария Вельо — (2 октября 1997 — 11 апреля 2001 — назначен секретарём Конгрегации по делам Восточных Церквей);
- Луиджи Гатти — (28 июня 2001 — 16 июля 2009 — назначен апостольским нунцием в Греции);
- Габриэле Джордано Качча — (16 июля 2009 — 12 сентября 2017 — назначен апостольским нунцием на Филиппинах);
- Джозеф Спитери — (7 марта 2018 — 7 июля 2022, назначен апостольским нунцием в Мексике);
- Паоло Борджа — (24 сентября 2022 — по настоящее время).